# Vanity (Arca)
Vanity è un singolo della musicista venezuelana Arca, pubblicato il 31 maggio 2015 come primo estratto dal secondo album in studio Mutant.

## Video musicale
Il video musicale del singolo, girato da Daniel Sannwald, è stato pubblicato l'8 novembre 2015 sul canale YouTube di Arca e ritrae la musicista in vari contesti: le strade di Parigi, una piscina e una camera da letto.

## Tracce
Musiche di Alejandra Ghersi.
1. Vanity – 4:16